# Maurice de Matos
Pas d'image ? Cliquez ici

a Compétitions nationales et continentales officielles uniquement.

b Matchs officiels uniquement.
Maurice de Matos est un joueur français de rugby à XIII né le 9 janvier 1949, à Escala qui a joué en équipe de France de rugby à XIII de 1973 à 1975.

## Biographie

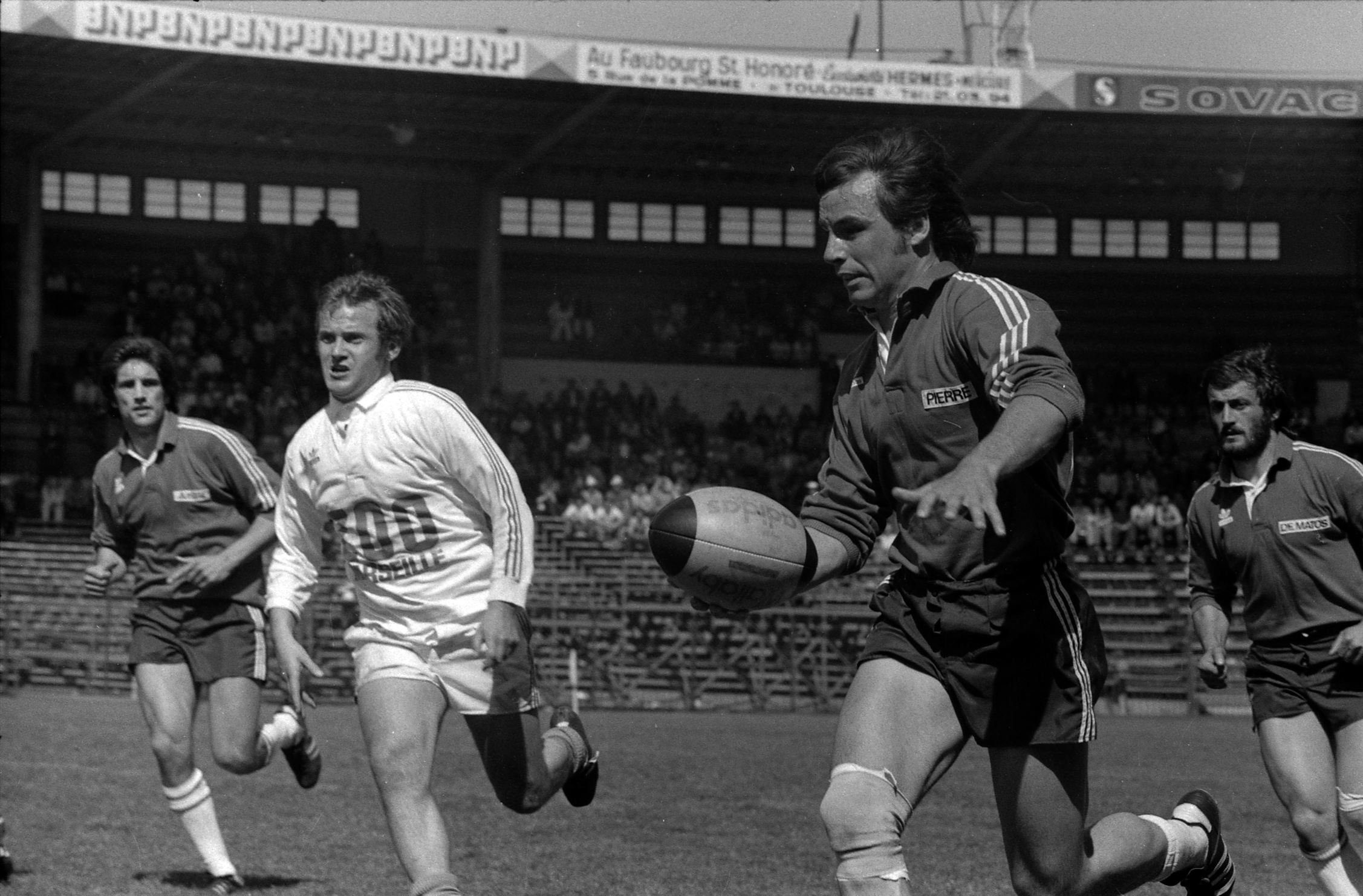
De Matos (à droite) en jouant la finale du Championnat de France en 1973 contre Marseille.

Originaire des Hautes-Pyrénées, Maurice de Matos évolue dans le rugby à XV comme demi-d'ouverture pour Lannemezan. Il arrive à Toulouse Olympique XIII en 1971en même temps que Guy Rodriguez et évolue aux postes de demi-d'ouverture et d'arrière avec qui il remporte le Championnat de France en 1973 et 1975,
Il a aussi évolué pour le Stadoceste tarbais.
Il s'inscrit sur la liste de l'Euro-député Christine de Veyrac en vue des élections municipales de 2014 à Toulouse.

## Palmarès
- Collectif :
  - Vainqueur du Championnat de France : 1973 et 1975 (Toulouse).
  - Finaliste de la Coupe de France : 1976 (Toulouse).

### Détails en sélection de rugby à XIII
| 1. | 9 décembre 1973 | Australie  | 9-21 | Test-match     | Arrière | - | - | - | - |
| 2. | 11 octobre 1975 | Angleterre | 9-11 | Coupe du monde | Arrière | - | - | - | - |

### En club
| Saison    | Saison   | Championnat           | Championnat | Championnat | Championnat | Championnat | Championnat | Championnat |
| Saison    | Saison   | Compétition           | M           | Pts         | Ess.        | Buts        | Dp.         |             |
| --------- | -------- | --------------------- | ----------- | ----------- | ----------- | ----------- | ----------- | ----------- |
| 1971-1972 | Toulouse | Championnat de France | ?           | -           | -           | -           | -           |             |
| 1972-1973 | Toulouse | Championnat de France | ?           | -           | -           | -           | -           |             |
| 1973-1974 | Toulouse | Championnat de France | ?           | -           | -           | -           | -           |             |
| 1974-1975 | Toulouse | Championnat de France | ?           | -           | -           | -           | -           |             |
| 1975-1976 | Toulouse | Championnat de France | ?           | -           | -           | -           | -           |             |
| 1976-1977 | Toulouse | Championnat de France | ?           | -           | -           | -           | -           |             |
| 1977-1978 | Toulouse | Championnat de France | ?           | -           | -           | -           | -           |             |
| 1978-1979 | Toulouse | Championnat de France | ?           | -           | -           | -           | -           |             |
| 1979-1980 | Toulouse | Championnat de France | ?           | -           | -           | -           | -           |             |